# Волвега
Волвега (з.-фриз. Wolvegea) — деревня в общине Вестстеллингверф в провинции Фрисландия, Нидерланды. В 2017 году её население составляло около 12 825 человек, что делает его самым крупным населённым пунктом в муниципалитете.
В деревне имеется ипподром «Victoria Park» и железнодорожная станция местного сообщения, открытая 15 января 1868 года.

## Фотографии

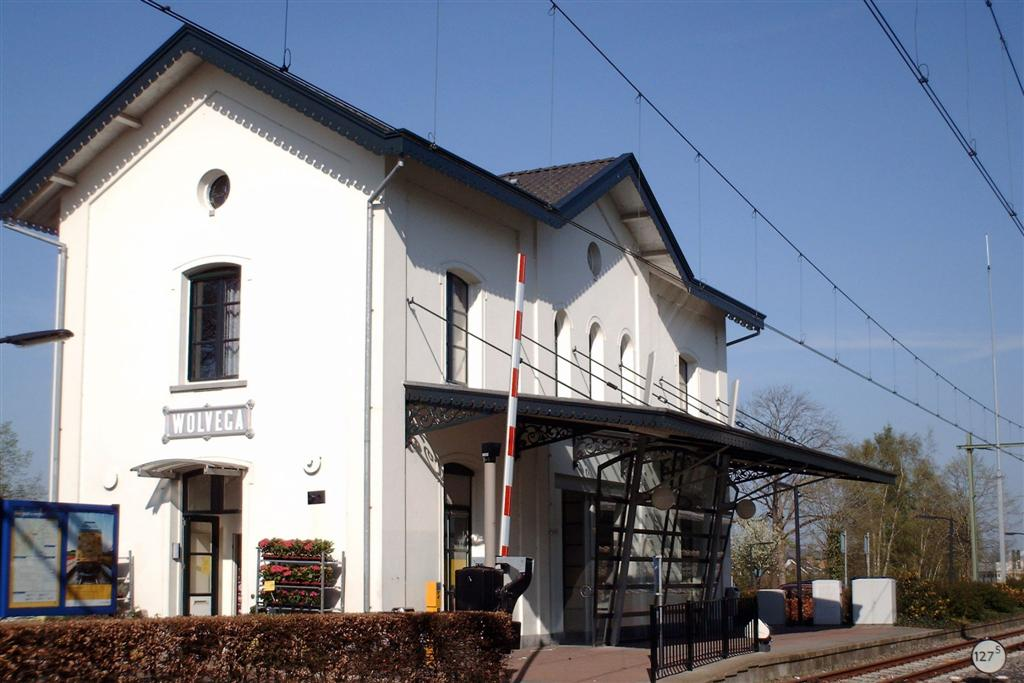
Станция
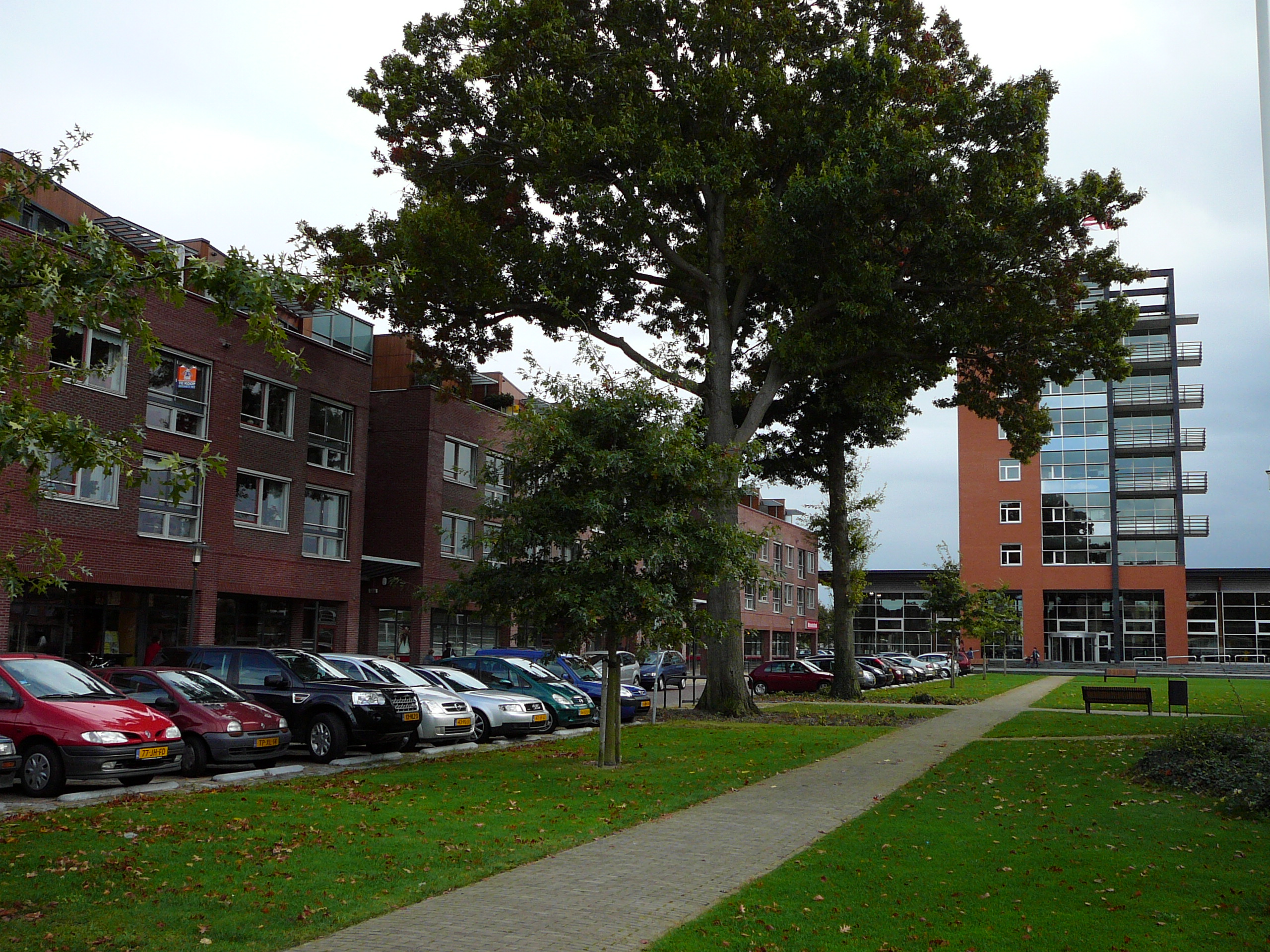
Ратуша